# Bel canto
Bel canto (phiên âmː [bɛl ˈkanto], tiếng Việtː Giọng hát đẹp, Bài hát đẹp) là thuật ngữ chỉ phong cách hát ở Ý. Nó bắt đầu xuất hiện vào thế kỷ 17, phát triển mạnh mẽ nhất vào thế kỷ 19. 

## Lịch sử

### Bel canto trong thế kỷ 19 ởÝvàPháp
Như đã nói ở trên, đây là thời kỳ phát triển nhất của nghệ thuật hát bel canto. Mạnh mẽ nhất là ở quê hương của nó, Ý và quốc gia láng giềng của Ý, Pháp.

#### Ý

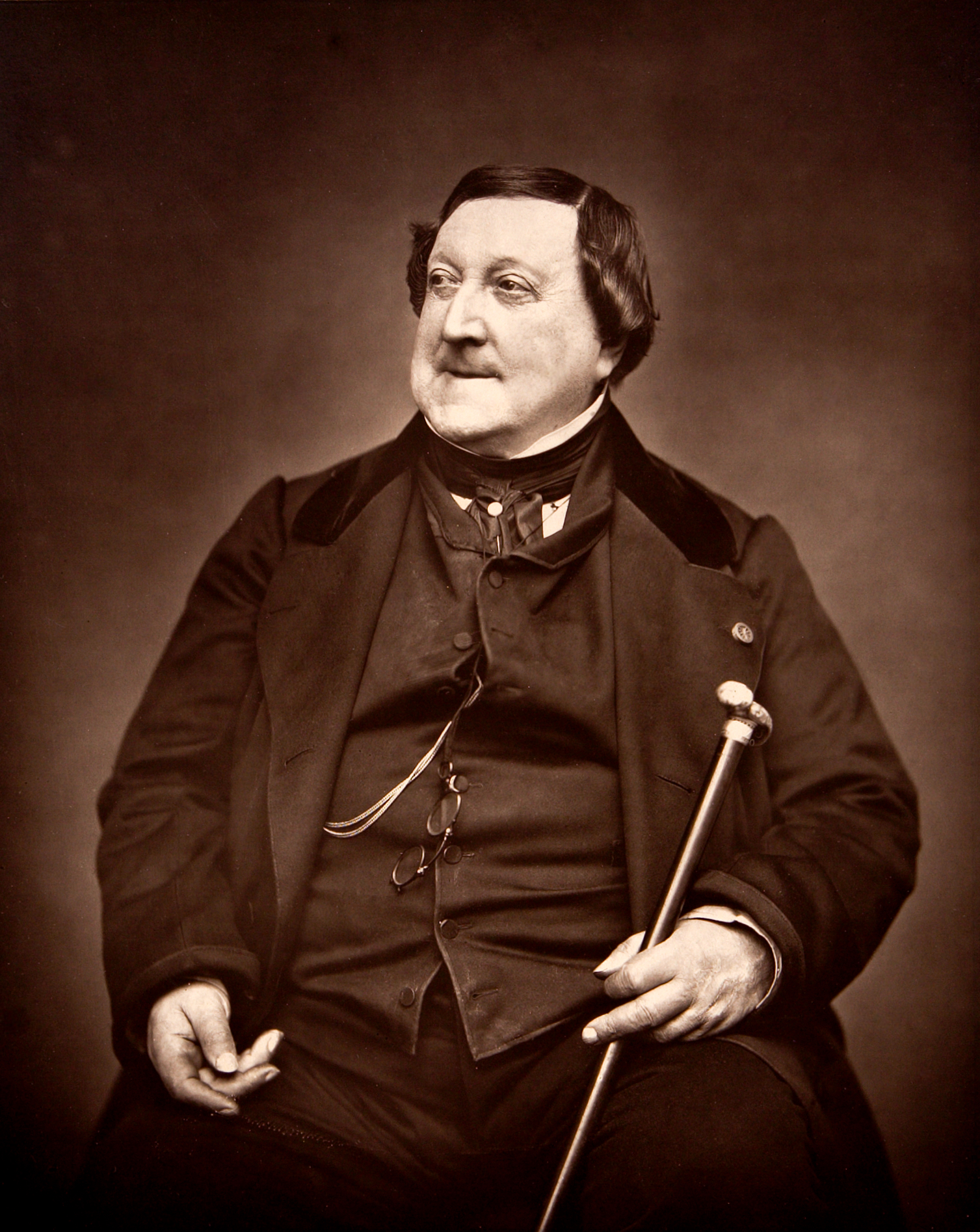
Rossini, nhà soạn nhạc tiêu biểu cho bel canto

Nổi bật nhất với nghệ thuật hát bel canto là ba nhà soạn nhạc Gioachino Rossini, Gaetano Donizetti và Vincenzo Bellini. Họ chính là người đưa bel canto lên đến đỉnh cao nhất. Khi nhắc đến bel canto, người ta gần như chỉ nhớ đến ba nhà soạn nhạc vĩ đại này.
Đặc điểm có thể thấy trong các vở opera của họ đó là họ rất chú trọng đến kỹ thuật và vẻ đẹp của giọng hát (thật đúng nghĩa với thuật ngữ "bel canto"). Các vở opera được sáng tác sao cho các ca sĩ có thể phô diễn tối đa giọng hát của bản thân. Tính chất đảm bảo nghệ thuật bel canto trong các vở opera này còn được thể hiện ở chỗ các nhân vật chính trong các vở opera của 3 nhà soạn nhạc trên thường được thể hiện bởi các các ca sĩ tenor và soprano, nhất là soprano coloratura. Toàn âm vực được khai thác triệt để, đặc biệt là âm vực cao.